# Zhong Man
Zhong Man (förenklad kinesiska: 仲满; traditionell kinesiska: 仲滿; pinyin: Zhòng Mǎn), född den 28 februari 1983 i Nantong, Kina, är en kinesisk fäktare som tog OS-guld i herrarnas sabel i samband med de olympiska fäktningstävlingarna 2008 i Peking.